# Swami Abhedananda
Swami Abhedananda (2 de octubre de 1866-8 de septiembre de 1939), nacido con el nombre de Kaliprasad Chandra, fue un discípulo directo del místico del siglo XIX Ramakrishna Paramahansa y el fundador del Ramakrishna Vedanta Math. Swami Vivekananda le envió a occidente para dirigir la Vedanta Society, Nueva York en 1897, y propagar el mensaje del Vedanta, un tema al que dedicó varios libros a lo largo de su vida, y después fundó el Ramakrishna Vedanta Math cerca de Calcuta (la actual Kolkata) y Darjeeling.

## Primeros años y educación
Nació con el nombre de Kaliprasad Chandra el 2 el octubre de 1866 en Calcuta y murió en dicha ciudad en 1939. Fue un gran promotor bengalí del hinduismo. Su padre se llamaba Rasiklal Chandra y su madre Nayantara Devi. En 1884, a la edad de 18 años, mientras estudiaba para el examen final de la escuela, fue a Dakshineswar y conoció a Sri Ramakrishna. 
Religioso desde la niñez, estudió las escrituras hindúes para mejorar su conocimiento de la religión. También tuvo contacto cercano con varios misioneros cristianos como Kalicharan Bandyopadhyay, sintiéndose atraído por el cristianismo y el brahmanismo, después de escuchar las lecturas de Keshub Chunder Sen. 
Su interés por la filosofía hindú creció después de presenciar los discursos del filósofo Shashadhar Tarkachuramani. Así, comenzó a practicar Hatha yoga y Rāja yoga después de estudiar los Yoga sutra de Patañjali. En 1884 conoció a Ramakrishna en Dakshineswar y cuando éste murió en 1886, Abhedananda se volvió un sannyāsī y visitó varios sitios sagrados del hinduismo por toda la India.
Después, en abril de 1885, salió de casa para estar con él, durante su enfermedad final, primero en Shyampukur y después en la casa de Cossipur Garden cerca de Calcuta. Los escritos y discursos de Swami Abhedananda, discípulo directo de Sri Ramakrishna, se prolongaron un largo periodo durante el ministerio espiritual, tanto en América como en la India.

## Vida monástica
Tras la muerte de su maestro en 1886, se sumergió en un intenso sadhana (meditación), encerrándose en un cuarto en el Ba. Tras el fallecimiento de Sri Ramakrishna, se convirtió formalmente en un Sanyasi junto con Swami Vivekananda y otros, y llegó a ser conocido como "Swami Abhedananda".
Durante los siguientes diez años de su vida monástica viajó intensamente a lo largo de la India, dependiendo enteramente de limosnas. Durante este tiempo conoció varios sabios famosos como Pavhari Baba, Trailanga Swami y Swami Bhaskaranand . Era un orador potente, escritor prolífico, intelectual y yogui con fervor devocional.

## Viajes por Occidente
Por recomendación de Swami Vivekananda, Abhedananda fue a Inglaterra en 1896. Allí se topó con eminentes intelectuales como Max Müller y dio varias conferencias sobre el Raja yoga, el Jñāna yoga y el Vedānta. En 1897 fue a los Estados Unidos y en 1898 conoció al famoso filósofo William James, después de que Vivekananda le pidiese que se hiciera cargo de la Vedanta Society de Nueva York, y allí predicó el mensaje del Vedanta y las enseñanzas de su Gurú durante unos 25 años, viajando por todas partes en Estados Unidos, Canadá, México, Japón y Hong Kong. Finalmente, regresó a India en 1921, después de asistir a la Convención de Educación del Pacífico en Honolulu.

## Viaje al Himalaya y el Tíbet
En 1922, cruzó los Himalayas a pie y alcanzó el Tíbet, donde estudió filosofía budista y lamaísmo. En el Monasterio de Hemis descubrió unos manuscritos sobre los “años perdidos de Jesús" (de los 12 a los 30 años, que la Biblia no menciona). Estos manuscritos fueron vistos y traducidos anteriormente por el explorador ruso Nicolás Notovitch, y publicados en su libro "La Vida Desconocida de Jesús", publicado en idioma francés.
El relato de estos manuscritos examinados por Abhedananda fue incluido en su libro “Swami Abhedananda’s Journey Into Kashmir & Tibet” (Viaje de Swami Abhedananda a Kachemira y Tíbet, publicado por “Ramakrishna Vedanta Math”, de Calcuta.

## Obras
Fundó la “Ramakrishna Vedanta Society” en Calcuta 1923, que actualmente se llama Ramakrishna Vedanta Math. En 1924 estableció la Ramakrishna Vedanta Math en Darjeeling, Bengala Occidental. En 1927 comenzó a publicar “Visvavani”, la revista mensual de Ramakrishna Vedanta Society, que editó de 1927 a 1938, y la revista se sigue publicando actualmente. En 1936 presidió al Parlamento de las Religiones, en el Ayuntamiento de Calcuta, como una parte las celebraciones del Centenario del Nacimiento de Sri Ramakrishna. 

## Fallecimiento
Murió el 8 de septiembre de 1939 en el Ramakrishna Vedanta Math, que había establecido en Darjeeling. En el momento de su muerte era el último discípulo directo superviviente de Sri Ramakrishna. 
- Datos: Q578792
- Multimedia: Swami Abhedananda / Q578792